# Hưng Phúc (phường)
Hưng Phúc là một phường thuộc thành phố Vinh, tỉnh Nghệ An, Việt Nam.
Phường Hưng Phúc có diện tích 1,14 km², dân số năm 2005 là 9.467 người, mật độ dân số đạt 8.304 người/km².